# Blue Velvet (singel)
Blue Velvet – ósmy singel zespołu Myslovitz (czwarty i ostatni z albumu Sun Machine), wydany w styczniu 1997.

## Lista utworów
| 1. | "Blue Velvet"              | 2:53  |
|    |                            |       |
| 2. | "Good Day My Angel" (live) | 7:41  |
|    |                            |       |
| 3. | "Blue Velvet" (live)       | 3:00  |
|    |                            |       |
|    |                            | 13:34 |
|    |                            |       |